# 245-й окремий артилерійський дивізіон (СРСР)
245-й окре́мий Гумбінненський артилері́йський дивізіо́н особли́вої поту́жності — радянське військове формування в часи Другої Світової війни.
Наприкінці жовтня 1941 року прибув у місто Сарапул і розпочав бойову підготовку. 4 травня 1944 року виїхав на місце дислокації в місто Вовчанськ. Наприкінці травня зосередився в селі Медведєво, що на північний схід від Смоленська (за 2 км від траси Москва — Мінськ), поступив у розпорядження командування військами Третього Білоруського фронту, в склад 11-ї гвардійської армії. 12 червня вступив у бій на Оршанському напрямку. 4 липня 1944 року дивізіон переправився через річку Березина західніше міста Борисов. З 1 по 7 липня дивізіон пройшов 263 км.
У січні брав участь у бою за місто Гумбіннен. За відзнаку в боях дивізіону присвоєно назву Гумбінненський. 2—6 квітня він вів вогонь по Кенігсберзькому форту № 5. 9 квітня місто здобули. 10—26 квітня 1945 року дивізіон брав участь у боях на Земландському півострові і при взятті міста Піллау. 2 червня виїхав у Москву для участі в Параді Перемоги на Красній площі.
Указом Президії Верховної Ради СРСР від 17 травня 1945 року дивізіон нагороджений орденами Олександра Невського та Кутузова III ступеня.